# Pospólno
Pospólno (prononciation : [pɔsˈpulnɔ]) est un village polonais de la gmina de Strzałkowo dans le powiat de Słupca de la voïvodie de Grande-Pologne dans le centre-ouest de la Pologne.
Il se situe à environ 2 kilomètres au nord de Strzałkowo (siège de la gmina), à 5 kilomètres au nord-ouest de Słupca (siège du powiat) et à 62 kilomètres à l'est de Poznań (capitale régionale).
Le village possédait une population de 40 habitants en 2006.

## Histoire
De 1975 à 1998, le village faisait partie du territoire de la voïvodie de Konin.

Depuis 1999, Pospólno est situé dans la voïvodie de Grande-Pologne.